# さんふらわあ はかた
さんふらわあ はかたは、商船三井さんふらわあが運行するRO-RO船。

## 航路
東京・御前崎・博多・岩国・大分・東京を結ぶの定期貨物フェリー航路に就航。僚船のさんふらわあ とうきょうとともに、東京港 - 博多港の定期航路を運航する。2003年10月に竣工し、愛媛県今治市の春山海運が所有する。商船三井さんふらわあの東京－苅田港航路を運航する「すおう」も同社の所有である。